# Adrianichthys kruyti
Adrianichthys kruyti е вид лъчеперка от семейство Adrianichthyidae. Видът е критично застрашен от изчезване.

## Разпространение
Разпространен е в Индонезия (Сулавеси).

## Описание
На дължина достигат до 16 cm.